# Don Lever

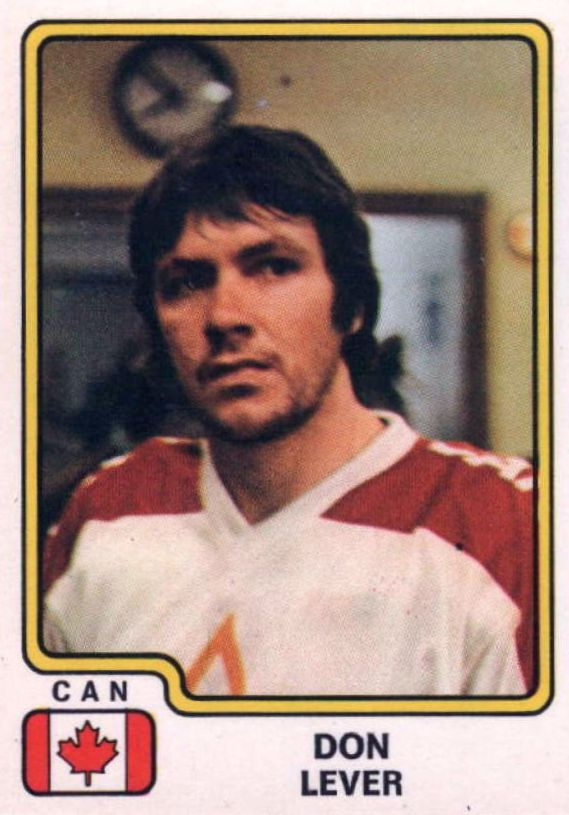
Don Lever avec Équipe Canada en 1979

Donald Richard Lever, dit Don Lever, (né le 14 novembre 1952 à South Porcupine, Ontario, Canada) est un ancien entraîneur dans la  LNH et dans la Ligue américaine de hockey. Il est également un ancien joueur de hockey professionnel au poste d'ailier gauche qui joua 15 saisons dans la Ligue nationale de hockey de la saison 1972-1973 à la saison 1986-1987.

## Biographie
Lever a été repêché 3e par les Canucks de Vancouver au repêchage amateur de la LNH 1972. Il a joué 1020 matches en LNH, évoluant pour 6 clubs différents, et a marqué 313 buts et 367 aides pour un total de 680 points. Il est le cousin de James Hart Lever et a participé à deux déménagement de concessions de la LNH : les Flames d'Atlanta aux Flames de Calgary et les Rockies du Colorado (LNH) aux Devils du New Jersey.
Il a été l'entraîneur-chef des Bulldogs de Hamilton, dans la Ligue américaine de hockey. Il en était à sa deuxième saison à la barre de cette formation et sa quatrième à titre d'entraîneur-chef dans la LAH, lui qui a également été entraîneur-chef des Americans de Rochester de 1990 à 1992 et qui fut récompensé du trophée trophée Louis-A.-R.-Pieri, remis à l'entraîneur de l'année selon les médias, lors de la saison 1990-1991. Il fut également assistant-entraîneur pendant 14 saisons pour les Sabres de Buffalo et les Blues de Saint-Louis. Le 9 mars 2009, en raison congédiement de Guy Carbonneau (ancien entraîneur-chef des Canadiens de Montréal), il devient entraîneur-adjoint de ces derniers au côté de Bob Gainey qui tient alors les rôles d'entraîneur-chef intérimaire et de directeur-général pour le reste de la saison.

## Statistiques
Pour les significations des abréviations, voir Statistiques du hockey sur glace.

### Joueur
| Saison     | Équipe                  | Ligue      |       | Saison régulière | Saison régulière | Saison régulière | Saison régulière | Saison régulière |    | Séries éliminatoires | Séries éliminatoires | Séries éliminatoires | Séries éliminatoires | Séries éliminatoires |
| Saison     | Équipe                  | Ligue      | PJ    | B                | A                | Pts              | Pun              | PJ               | B  | A                    | Pts                  | Pun                  |                      |                      |
| 1969-1970  | Flyers de Niagara Falls | OHA        | 2     | 0                | 1                | 1                | 4                | -                | -  | -                    | -                    | -                    |                      |                      |
| 1970-1971  | Flyers de Niagara Falls | OHA        | 59    | 35               | 36               | 71               | 112              | -                | -  | -                    | -                    | -                    |                      |                      |
| 1971-1972  | Flyers de Niagara Falls | OHA        | 69    | 61               | 65               | 126              | 69               | -                | -  | -                    | -                    | -                    |                      |                      |
| 1972-1973  | Canucks de Vancouver    | LNH        | 78    | 12               | 26               | 38               | 49               | -                | -  | -                    | -                    | -                    |                      |                      |
| 1973-1974  | Canucks de Vancouver    | LNH        | 78    | 23               | 25               | 48               | 28               | -                | -  | -                    | -                    | -                    |                      |                      |
| 1974-1975  | Canucks de Vancouver    | LNH        | 80    | 38               | 30               | 68               | 49               | 5                | 0  | 1                    | 1                    | 4                    |                      |                      |
| 1975-1976  | Canucks de Vancouver    | LNH        | 80    | 25               | 40               | 65               | 93               | 2                | 0  | 0                    | 0                    | 0                    |                      |                      |
| 1976-1977  | Canucks de Vancouver    | LNH        | 80    | 27               | 30               | 57               | 28               | -                | -  | -                    | -                    | -                    |                      |                      |
| 1977-1978  | Canucks de Vancouver    | LNH        | 75    | 17               | 32               | 49               | 58               | -                | -  | -                    | -                    | -                    |                      |                      |
| 1978-1979  | Canucks de Vancouver    | LNH        | 71    | 23               | 21               | 44               | 17               | 3                | 2  | 1                    | 3                    | 2                    |                      |                      |
| 1979-1980  | Canucks de Vancouver    | LNH        | 51    | 21               | 17               | 38               | 32               | -                | -  | -                    | -                    | -                    |                      |                      |
| 1979-1980  | Flames d'Atlanta        | LNH        | 28    | 14               | 16               | 30               | 4                | 4                | 1  | 1                    | 2                    | 0                    |                      |                      |
| 1980-1981  | Flames de Calgary       | LNH        | 62    | 26               | 31               | 57               | 56               | 16               | 4  | 7                    | 11                   | 20                   |                      |                      |
| 1981-1982  | Flames de Calgary       | LNH        | 23    | 8                | 11               | 19               | 6                | -                | -  | -                    | -                    | -                    |                      |                      |
| 1981-1982  | Rockies du Colorado     | LNH        | 59    | 22               | 28               | 50               | 20               | -                | -  | -                    | -                    | -                    |                      |                      |
| 1982-1983  | Devils du New Jersey    | LNH        | 79    | 23               | 30               | 53               | 68               | -                | -  | -                    | -                    | -                    |                      |                      |
| 1983-1984  | Devils du New Jersey    | LNH        | 70    | 14               | 19               | 33               | 44               | -                | -  | -                    | -                    | -                    |                      |                      |
| 1984-1985  | Devils du New Jersey    | LNH        | 67    | 10               | 8                | 18               | 31               | -                | -  | -                    | -                    | -                    |                      |                      |
| 1985-1986  | Americans de Rochester  | LAH        | 29    | 6                | 11               | 17               | 16               | --               | -- | --                   | --                   | --                   |                      |                      |
| 1985-1986  | Sabres de Buffalo       | LNH        | 29    | 7                | 1                | 8                | 6                | -                | -  | -                    | -                    | -                    |                      |                      |
| 1986-1987  | Americans de Rochester  | LAH        | 57    | 29               | 25               | 54               | 69               | 18               | 4  | 3                    | 7                    | 14                   |                      |                      |
| 1986-1987  | Sabres de Buffalo       | LNH        | 10    | 3                | 2                | 5                | 4                | -                | -  | -                    | -                    | -                    |                      |                      |
| Totaux LNH | Totaux LNH              | Totaux LNH | 1 020 | 313              | 367              | 680              | 593              | 30               | 7  | 10                   | 17                   | 26                   |                      |                      |

### Entraîneur-chef
| Saison    | Équipe                 | Ligue |    | PJ | V  | D  | N  | Pr   | % V                         |  | Séries éliminatoires |
| 1990-1991 | Americans de Rochester | LAH   | 80 | 45 | 26 | 9  | 0  | 61,9 | Finalistes                  |  |                      |
| 1991-1992 | Americans de Rochester | LAH   | 80 | 37 | 31 | 12 | 0  | 53,8 | Éliminés au 3e tour         |  |                      |
| 2005-2006 | Bulldogs de Hamilton   | LAH   | 80 | 35 | 41 | 0  | 4  | 46,3 | Non qualifiés               |  |                      |
| 2006-2007 | Bulldogs de Hamilton   | LAH   | 80 | 43 | 28 | 0  | 9  | 59,4 | Gagnants de la Coupe Calder |  |                      |
| 2007-2008 | Bulldogs de Hamilton   | LAH   | 80 | 36 | 34 | 0  | 10 | 51,3 | Non qualifiés               |  |                      |
| 2008-2009 | Bulldogs de Hamilton   | LAH   | 80 | 49 | 27 | 0  | 4  | 63,7 |                             |  |                      |
| 2009-2010 | Wolves de Chicago      | LAH   | 74 | 48 | 19 | 0  | 7  | 69,6 | Défaite au deuxième tour    |  |                      |
| 2010-2011 | Wolves de Chicago      | LAH   | 80 | 39 | 30 | 0  | 11 | 55,6 | Non qualifiés               |  |                      |